# Diamond Bluff
Diamond Bluff è un comune degli Stati Uniti, situato in Wisconsin, nella Contea di Pierce.